# Nghi Thiết
Nghi Thiết là một xã thuộc huyện Nghi Lộc, tỉnh Nghệ An, Việt Nam.
Xã có diện tích 6,06 km², dân số năm 2013 là 6.288 người, mật độ dân số đạt 1.038 người/km².